# ۱۳۲۶ (میلادی)
۱۳۲۶ (میلادی) هزار وسیصد و بیست و ششمین سال تقویم میلادی است.

## درگذشتگان
‎